# Ilona Domonkos
Ilona Domonkos, coniugata Bokodyné (1929 – dicembre 2006), è stata una cestista ungherese.

## Carriera
Con l'Ungheria ha disputato i Campionati europei del 1952.